# 卡斯卡達
48°49′11″N 27°17′13″E / 48.81972°N 27.28694°E
卡斯卡達（烏克蘭語：Каскада），是烏克蘭西部的村莊，隸屬赫梅利尼茨基州的卡緬涅茨-波多利斯基區。該村始建於1439年，面積4.3平方公里，海拔高度165米，2001年人口1,856，人口密度每平方公里432.1人。